# Tjärnen (Hagfors socken, Värmland)
Tjärnen är en sjö i Hagfors kommun i Värmland och ingår i Göta älvs huvudavrinningsområde. Sjöns area är 0,053 kvadratkilometer och den befinner sig 123,4 meter över havet.